# Leptogaster brevitarsis
Leptogaster brevitarsis là một loài ruồi trong họ Asilidae. Leptogaster brevitarsis được Hardy miêu tả năm 1935. Loài này phân bố ở miền Australasia.